# Marie Marchand-Arvier
Marie Marchand-Arvier (Laxou, 4. travnja 1985.) je francuska alpska skijašica.
Marie Marchand-Arvier trenutno nema pobjedu u Svjetskom skijaškom kupu ima jedno drugo mjesto u superveleslalomu i dva treće mjesta u spustu. Najbolji rezultat na Olimpijskim igrama ima iz Vancouver 2010. godine, kada je osvojila 7. mjesto u spustu.

## Vanjske poveznice
- FIS-ov profil  Arhivirana inačica izvorne stranice od 30. rujna 2007. (Wayback Machine)
- Osobna stranica Marie Marchand-Arvier  Arhivirana inačica izvorne stranice od 10. travnja 2022. (Wayback Machine)